# Last Post
De Last Post is een signaal, gebruikt in verschillende legers. Het signaal wordt bij militaire herdenkingen en begrafenissen in Groot-Brittannië en Gemenebest-landen gebruikt.

## Geschiedenis
Oorspronkelijk werd het gespeeld als afsluiting van de dag, tijdens de inspectie van de posten, net als het Nederlandse Taptoe-signaal. In de 17e eeuw namen Engelse soldaten dit signaal uit de Nederlanden mee naar huis, waar het geleidelijk de huidige vorm aannam. In Frankrijk wordt er Aux Morts geblazen en in Nederland Taptoe. In de Verenigde Staten wordt de hiervan ook afgeleide Taps gebruikt.

## Last Post Association

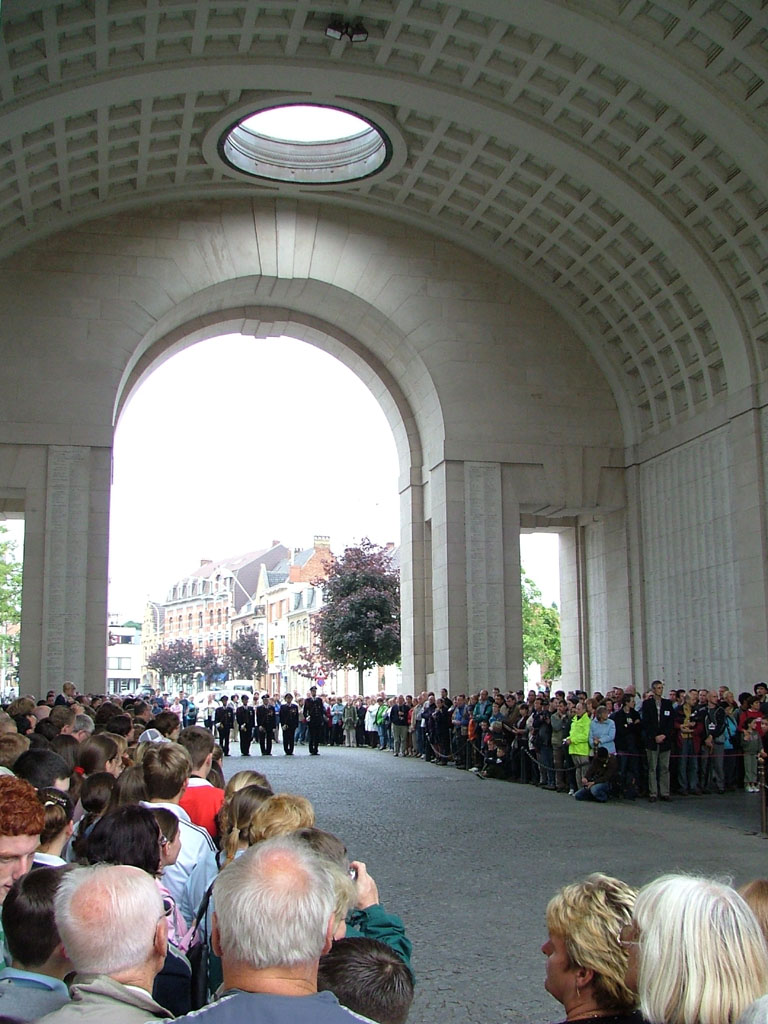
De last post onder de Menenpoort.

In Ieper wordt het elke dag om 20 uur gespeeld onder de Menenpoort door de leden van de Last Post Association, als eerbetoon aan hen die sneuvelden in de Eerste Wereldoorlog. Dit ritueel doet men al sinds 1928, met enige onderbreking tijdens de bezetting van Ieper door de Duitsers tussen mei 1940 en 6 september 1944.